# Kon-Tiki-museet

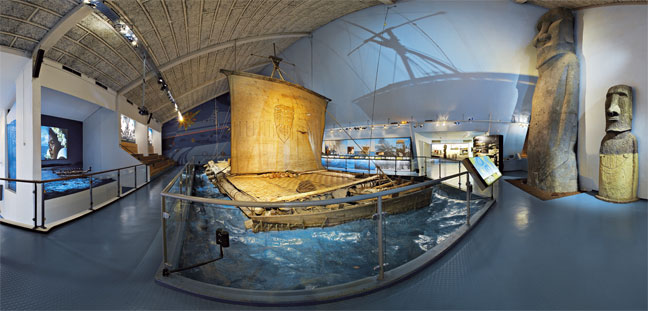
Flotten Kon-Tiki.

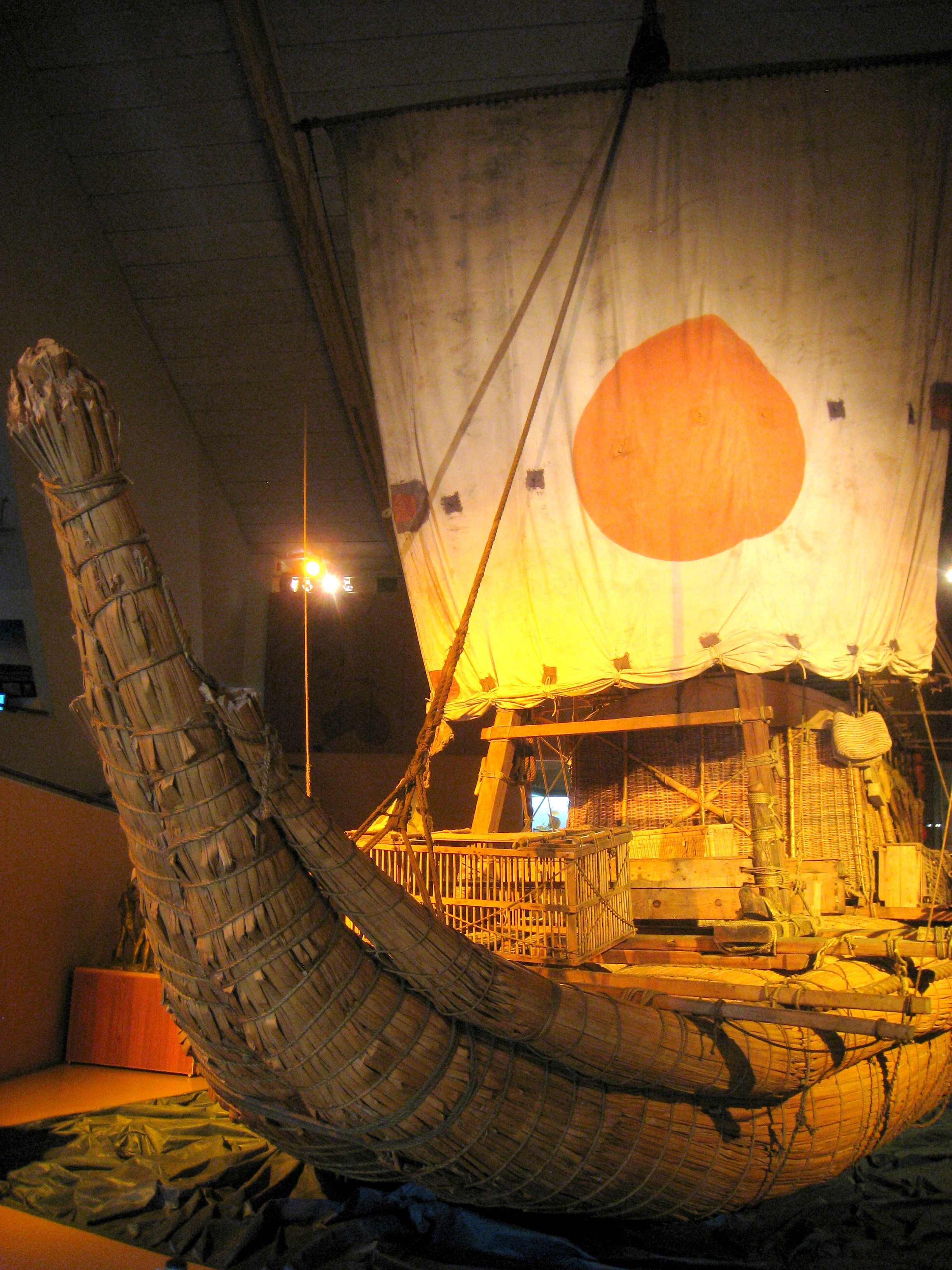
Ra II.

Kon-Tiki-museet (marknadsfört som Kon-Tiki Museet) är ett museum över Kon-Tikiexpeditionen och över andra expeditioner som letts av Thor Heyerdahl. Det är beläget på Bygdøy i Oslo, i lokaler som invigdes 1957.

## Bakgrund
Thor Heyerdahl fick internationell uppmärksamhet efter att ha farit över Stilla havet från Peru till Polynesien 1947 med flotten Kon-Tiki. Därefter följde seglatser med vassbåten Ra I 1969, Ra II 1970 och papyrusbåten Tigris 1977.
Kon-Tiki-museet byggdes från början för att inhysa Kon-Tiki-flotten av balsaträ av förcolumbiansk modell. En annan båt i museet är Ra II, som är byggd av vass utifrån Thor Heyerdahls uppfattning om hur gammalegyptiska, havsgående vasskepp kan ha varit utformade. Ra II användes för att segla från Nordafrika till Karibien. Ett tidigare försök med den vassbåten Ra I slutade med att farkosten löstes upp och fick överges innan målet nåtts.
Museet ägs och drivs av en stiftelse.

## Innehåll
Museet har även en utställning om Påsköns grottor, en liten biograf och en souvenirshop.
Museet innehåller också föremål som Thor Heyerdahl samlat vid sina arkeologiska utgrävningar på Påskön, en kopia av en av öns basaltstatyer och en kopia av en relief av mytiska fågelmän, som Heyerdahls grupp fann vid utgrävningar i Tucume i Lambayequedalen vid Stillahavskusten i nordvästra Peru. Likheten mellan dessa fågelmän och hällristningar av fågelmän på Påskön var indicier för kontakt mellan Sydamerika och Påskön före européernas ankomst till kontinenten.